# Aderus fuscofasciatus
Aderus fuscofasciatus es una especie de insecto coleóptero perteneciente a la familia Aderidae. Fue descrita científicamente por George Charles Champion en 1916.

## Distribución geográfica
Habita en América del Sur.